# اوک ران، ایلینوی
اوک ران (به انگلیسی: Oak Run) یک منطقهٔ مسکونی در ایالات متحده آمریکا است که در شهرستان ناکس، ایلینوی واقع شده‌است. اوک ران ۵۴۷ نفر جمعیت دارد و ۲۲۵ متر بالاتر از سطح دریا واقع شده‌است.